# Krauss-Maffei ML 700 C
Der Typ ML 700 C von Krauss-Maffei ist eine normalspurige Werksbahn- und Rangierlokomotive mit dieselhydraulischem Antrieb, 700 PS (515 kW) Leistung und drei Achsen (Achsfolge C), der aus der Typenreihe der dritten Nachkriegsgeneration des Herstellers stammt. In der Bezeichnung sind die technischen Daten der Lokomotive enthalten.

## Geschichte und Technik
Nachdem Krauss-Maffei mit den Baureihen V 80 und V 200 Erfahrungen mit Diesellokomotiven mit Gelenkwellenantrieb sammelte, stellte der Lokhersteller mit den Fahrzeugen der dritten Nachkriegsgeneration ein Typenprogramm für dreiachsige dieselhydraulische Industrielokomotiven mit Gelenkwellen mit 500 bzw. 700 PS auf.
15 Lokomotiven der ML 700 C wurden von 1962 bis 1963 hergestellt.
Die Lieferungen erfolgten:
- zehn Lokomotiven an die Westfalenhütte
- eine Lokomotive an die Neukölln-Mittenwalder Eisenbahn,
- drei Lokomotiven an die Ewald-Kohle AG in Herten[2]

Eine Lokomotive blieb bei Krauss-Maffei und wurde an verschiedene Kunden vermietet.

## Einsatz
2020 sind noch einige Lokomotiven erhalten, eine der Westfalenhütte erhielt im deutschen Fahrzeugeinstellungsregister die NVR-Nummer 98 80 3507 002-4 D-BUVL.

### Neukölln-Mittenwalder Eisenbahn ML 00605
Die Lokomotive wurde 1965 fabrikneu an die Neukölln-Mittenwalder Eisenbahn geliefert, nachdem sie vorher auf der Internationalen Verkehrsausstellung in München ausgestellt war. 1995 erfolgte ein Umbau bei der Westfälischen Lokomotiv-Fabrik Hattingen Karl Reuschling mit Erneuerung der Maschinenanlage. Bis über das Jahr 2014 zählte die Lokomotive zum Bestand der NME.

### Remotorisierung bei Gmeinder Lokomotiven
Eine Lokomotive der Westfalenhütte wurde 2015 an die Firma Gmeinder in Mosbach zur Remotorisierung gegeben. Die Lokomotive erhielt dort einen neuen Antriebsmotor von Caterpillar mit der Bezeichnung 3412E DI-TTA, der geringfügig mehr Leistung besitzt. Außerdem ist sie mit einem neuen Getriebe L4r4 V 2 von Voith ausgerüstet. Die Lokomotive erhielt eine automatische Rangierkupplung und Spurkranzschmierung. So ausgerüstet, soll die Lokomotive an externe Kunden vermietet werden.